# Mandevilla pendula
Mandevilla pendula är en oleanderväxtart som först beskrevs av Ernst Heinrich Georg Ule, och fick sitt nu gällande namn av R. E. Woodson. Mandevilla pendula ingår i släktet Mandevilla och familjen oleanderväxter. Inga underarter finns listade i Catalogue of Life.